# پرسه‌ای در فراموشی
پرسه‌ای در فراموشی (به انگلیسی: A Ramble In Aphasia) نام داستان کوتاهی از نویسنده مشهور داستان‌های کوتاه امریکایی، او. هنری است. داستان از زبان اول شخص مفرد تعریف می‌شود، وکیلی مشهور به نام آقای بیلفورد. این داستان در مجموعه داستان‌های کوتاه زیادی از جمله کتاب داستان‌های کوتاه نیویورکی‌ها، در کنار داستان‌هایی مثل هدیه مغان، پلیس و سرود کلیسا، و یادگاری به طبع رسیده است. این داستان بارها به صورت کتاب مجزا و با عنوان اصلی "A Walk In Amnesia" نیز به چاپ رسیده است.

## خلاصه داستان
شایعات عجیبی در شهر در مورد بیماری ای به نام "امنسیا" شنیده می‌‌شود؛ بیماری‌ای که فرد مبتلا به ان، ناگهان همه چیز را فراموش می‌کند و حتی به یاد نمی‌آورد که کجا هست. به نظر می‌آید دلیل ابتلا به این بیماری، کار بیش از حد باشد، زیرا اکثر آدم‌های پُرکار به این بیماری مبتلا می‌شوند. 

دکتر باب والنی، دکتر خانوادگی و دوست وکیل مشهور آقای بیلفورد، او را از این خطر آگاه می‌کند؛ زیرا وی فرد بسیار پُرکاری است. ولی بیلفورد فقط با لبخند می‌گوید این بیماری ساختگی است و افرادی که از کار خسته شده‌اند و می‌خواهند مدتی استراحت کنند، وانمود می‌کنند دیگر هیچ چیز از زندگی خود به یاد نمی‌آورند.

چند روز می‌گذرد و یک روز که بیلفورد به دفتر کارش می‌رود، بازنمی‌گردد. او چنین می‌گوید: "از خواب بیدار شدم و خود را در قطار یافتم. افراد کناری‌ام چه کسانی بودند؟! این را از یکی از آن‌ها پرسیدم. وی گفت که مثل من دندان‌پزشک‌اند و در حال رفتن برای شرکت در جلسه‌ای هستند." 
سپس بعد از چند روز دکتر والنی وی را می‌بیند. او با تعجب می‌گوید "شما، آقای بیلفورد! همسرتون خیلی نگرانتون است!" بیلفورد چند لحظه فکر می‌کند، و سپس پاسخ می‌دهد "تو کی هستی که سعی داری من را مسخره کنی؟! من دندان‌پزشک هستم و برای شرکت در جلسه پزشکی اینجا آمده‌ام." 

دکتر والنی با ترس متوجه می‌شود که او به "امنسیا" مبتلا شده است. وی را به خانه‌اش می‌برد و همسرش را نشانش می‌دهد. ولی بیلفورد می‌گوید او را نمی‌شناسد.  همسرش که ناراحت و برافروخته شده است، از اتاق بیرون می‌رود. بیلفورد با حالتی ناراحت از دکتر می‌پرسد که آیا حاضر است تمام سعی‌اش را در کمک کردن به او در بازیابی حافظه‌اش بکند، و دکتر با کمال میل، و البته با ناراحتی، می‌پذیرد. سپس بیلفورد لبخند ظریفی می‌زند و می‌گوید: 

"آه! دکتر، دوست قدیمی! کم‌کم دارم از این قضیه "امنسیا" خسته می‌شوم! این چند روز، شادترین روزهای زندگی‌ام بود، ولی نمی‌توانم همیشه این‌طوری زندگی کنم! حالا می‌توانی به همسرم بگویی داخل بیاید!" 

## جستار های وابسته
نیویورکی‌‌ها (کتاب)